# Ivan Paurević
Ivan Paurević (Essen, 1º luglio 1991) è un ex calciatore croato, di ruolo centrocampista.

## Biografia
Possiede il passaporto tedesco.

## Carriera

### Club
Nella stagione 2012-2013 ha collezionato 4 partite in Bundesliga con la maglia del Fortuna Düsseldorf.

### Nazionale
Nel biennio 2011-2012 ha giocato 4 partite di qualificazione all'Europeo Under-21 con la maglia della nazionale Under-21 croata.